# Šerák
Šerák är ett berg i Tjeckien. Det ligger i den östra delen av landet, 190 km öster om huvudstaden Prag. Toppen på Šerák är 1 350 meter över havet, eller 95 meter över den omgivande terrängen. Bredden vid basen är 1,5 km. Šerák ingår i Hrubý Jeseník.
Terrängen runt Šerák är huvudsakligen kuperad.Runt Šerák är det glesbefolkat, med 19 invånare per kvadratkilometer. Närmaste större samhälle är Jeseník, 8,4 km nordost om Šerák. I omgivningarna runt Šerák växer i huvudsak blandskog.